# Concílio de Tiro
Três concílios regionais ou sínodos da Igreja Católica foram realizados na cidade de Tiro, no Líbano, e podem ser chamados de Concílio de Tiro. O primeiro, em 335, foi convocado pelo imperador romano Constantino I e tinha por objetivo depor Atanásio de Alexandria. O segundo foi realizado em fevereiro de 449 e tinha como objetivo analisar a causa de Ibas, bispo de Edessa. Finalmente, em 514 ou 515, um terceiro sínodo sob a presidência de Severo de Antioquia foi realizado para tratar do Concílio de Calcedônia.

## Primeiro Concílio

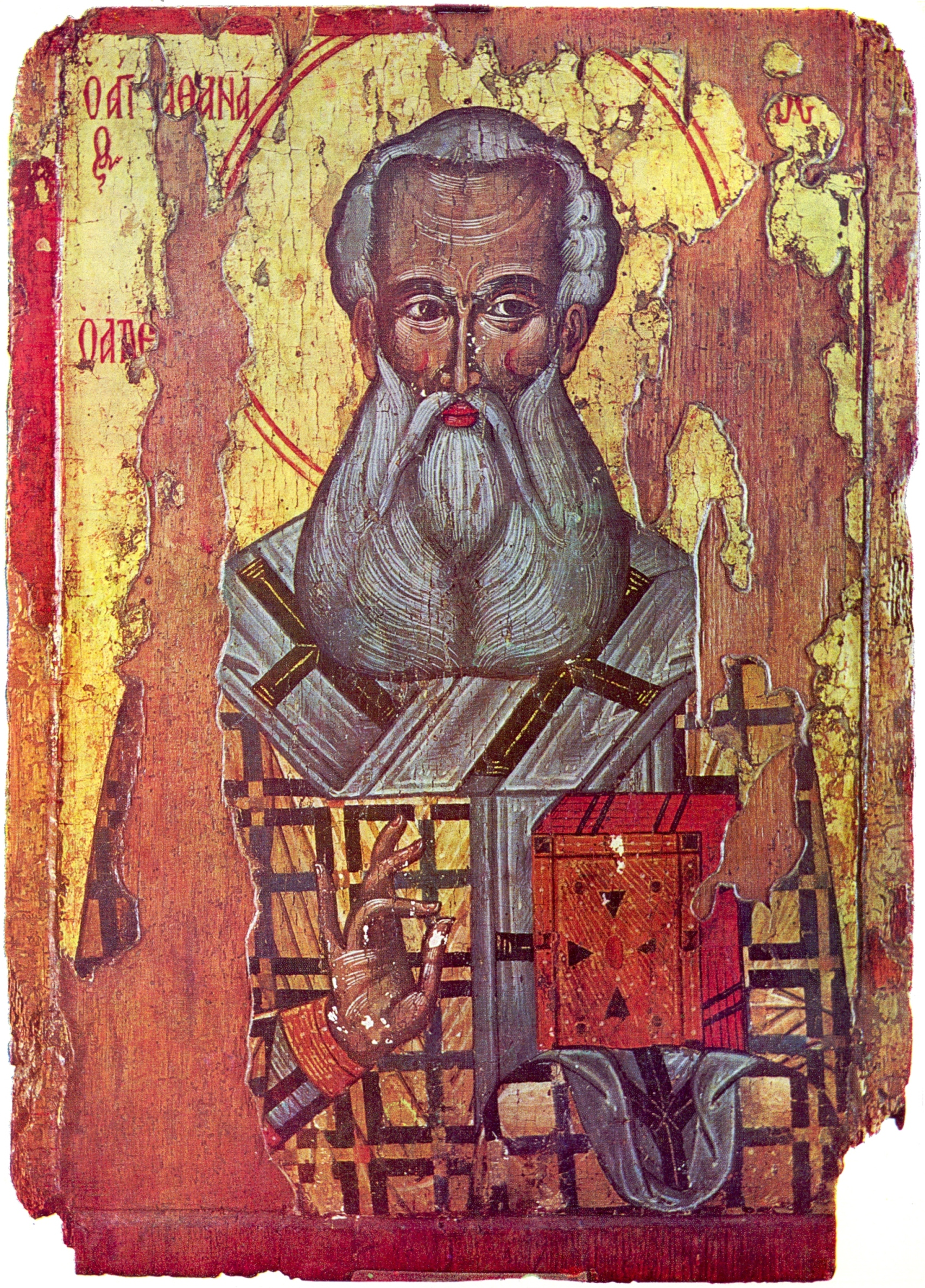
Santo Atanásio, protagonista no Primeiro Concílio de Tiro

### Pano de fundo
Atanásio foi envolvido nos debates cristológicos e trinitários iniciais do Cristianismo primitivo e apoiava a posição do Primeiro Concílio de Niceia, o que o colocou em confronto com Ário e seus seguidores.
Em 328, Atanásio foi eleito bispo de Alexandria, que também era a cidade onde o Ário era padre. A situação se complicou ainda mais pois Atanásio não tinha ainda alcançado a idade de 30 anos, mínima para os bispos da Igreja.
Após ele ter assumido a sé de Alexandria, ele foi acusado de, entre outras coisas: conduta imoral, taxar ilegalmente o povo egípcio, apoiar rebeldes ao trono imperial e até mesmo de ter assassinado um bispo, guardando sua mão decepada para rituais mágicos. Porém, diretamente ao ponto, Constantino I queria que Atanásio readmitisse Ário na Igreja - algo que ele não fez. Em 334, Atanásio foi convocado perante um sínodo na Cesareia Palestina e não compareceu.

### Sínodo

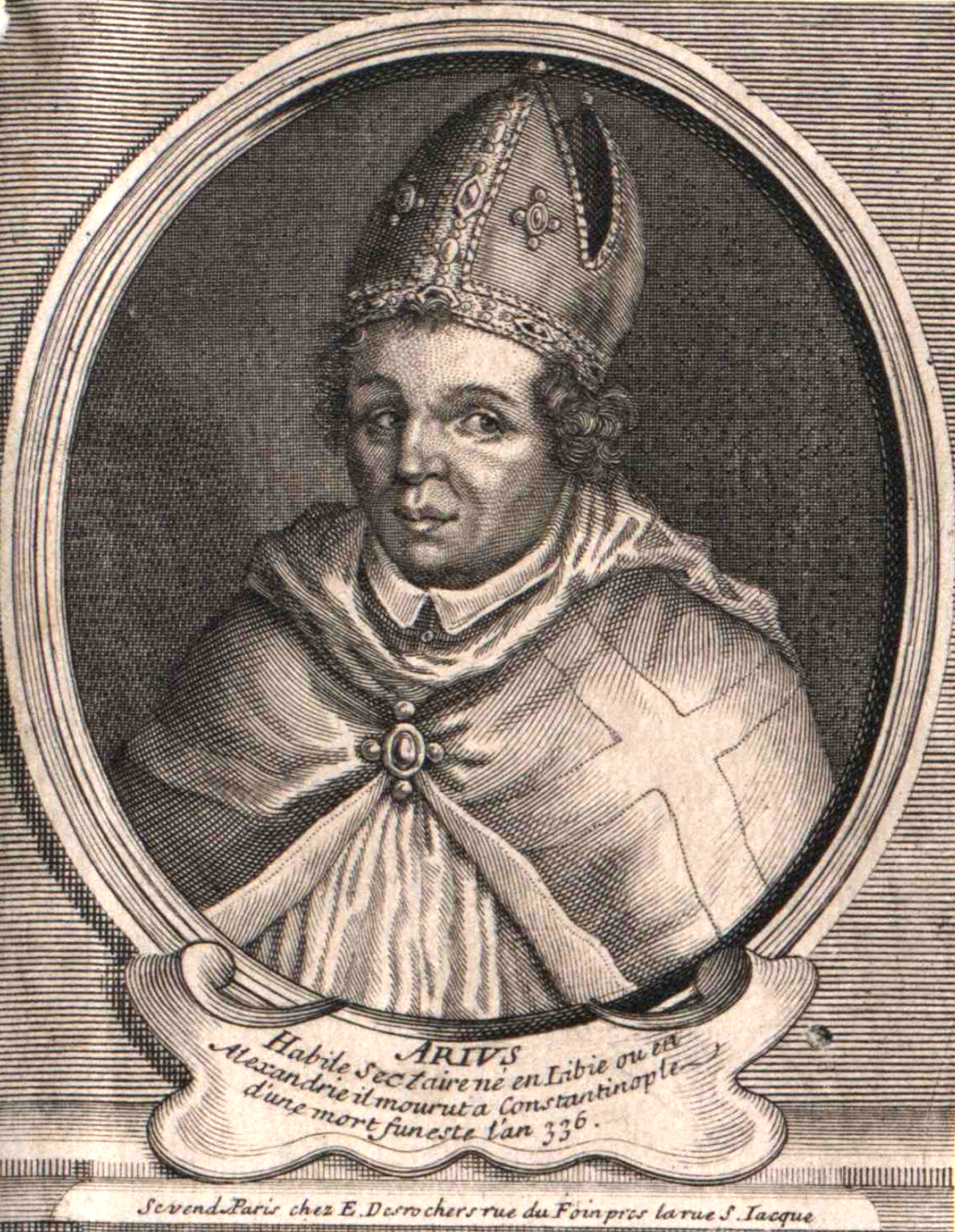
Ário, fundador do Arianismo

Enquanto um grupo de bispos estava à caminho de Jerusalém para dedicar uma nova igreja (que seria precursora do Santo Sepulcro), Constantino solicitou que eles se reunissem na cidade de Tiro, no Líbano, para considerar o caso contra Atanásio. O imperador também enviou uma carta a Atanásio, deixando claro que se ele não comparecesse voluntariamente, ele seria levado ao sínodo a força.
Eusébio de Cesareia presidiu os trabalhos e aproximadamente 310 membros compareceram, inclusive alguns aliados seus e com as mesmas visões arianas, a exemplo de Eusébio de Nicomédia, Teógnis de Niceia, Maris de Calcedônia, Macedônio de Mopsuéstia, Ursácio de Singiduno, Valente de Múrcia, Teodoro de Heracleia, Patrófilo de Citópolis, e outros. Entre os prelados que não se aliaram a nenhum partido estavam Máximo de Jerusalém (ele alega ter sido enganado, segundo Sócrates Escolástico), Alexandre de Tessalônica, e Marcelo de Ancira. Desta vez, Atanásio compareceu e veio com quarenta e oito bispos egípcios. O sínodo condenou Atanásio, que fugiu para Constantinopla e confrontou o imperador pessoalmente. Além disso, Ário  e seus seguidores foram readmitidos.

#### Resultado
Numa audiência na presença do imperador, Atanásio foi inocentado de todas as acusações, exceto uma: ameaçar cortar o fornecimento de grãos do Egito para Constantinopla. Esta acusação foi suficiente para o imperador exilar Atanásio em Augusta dos Tréveris; atual Tréveris, na província romana da Gália.
Atanásio não retornou de seu exílio até a morte de Constantino, em 337. O arianismo evidente neste sínodo foi, em última instância, revertido pelo Primeiro Concílio de Constantinopla.

## Segundo Concílio
O bispo de Edessa, Ibas foi acusado pelos clérigos de sua igreja e absolvido neste concílio. Esta sentença teve graves consequências futuras em Calcedônia e especialmente na Controvérsia dos Três Capítulos durante o Segundo Concílio de Constantinopla em 553.

## Terceiro Concílio
Sob a presidência de Severo, Patriarca de Antioquia, e de Filoxeno, bispo-metropolitano de Hierápolis, o concílio reuniu bispos de diversas províncias orientais e rejeitou o Concílio de Calcedônia. O Henótico do imperador Zenão - que tinha um objetivo conciliador - foi explicado de uma forma claramente oposta ao citado concílio.